# Сновита потрага за незнаним Кадатом
Сновита потрага за незнаним Кадатом (енгл. The Dream-Quest of Unknown Kadath), такође преведена под насловом Сновиђење ка незнаном Кадату, новела је америчког писца Хауарда Филипса Лавкрафта. Започет вероватно у јесен 1926, нацрт је завршен 22. јануара 1927. године и остао је неревидиран и необјављен за живота писца. Ово је и најдужа прича из његовог Циклуса снова и најдуже Лавкрафтово дело у коме се као протагониста појављује Рандолф Картер. Уз његов роман Случај Чарлса Декстера Ворда из 1927. године, може се сматрати једним од значајнијих достигнућа тог периода Лавкрафтовог писања. Сновита потрага комбинује елементе хорора и фантастике у епску причу која илуструје обим и чудо људске способности да сања.
Причу је постхумно објавио Arkham House 1943. године.

## Радња
У својим сновима, Рандолф Картер види један величанствен град, али није у могућности да му се приближи. Након што се град по трећи пут појављује у његовим сновима, он се моли боговима сна да открију где се град налази, али тада град потпуно нестаје из његових снова. Неустрашив, Картер одлучује да лично моли богове на Кадату, планини над којом живе богови сна. У сну, Картер консултује свештенике у храму који се граничи са Земљама снова. Они говоре Картеру да нико не зна где се налази Кадат, и упозоравају га на велику опасност ако настави са потрагом да стигне до града, те сугеришу да су богови намерно прекинули његове визије.
Картерово познавање обичаја и језика Земаља снова чини његову потрагу релативно мање ризичном, али он на свом путу мора да консултује и неке ентитете на злом гласу. Зуги, раса грабежљивих глодара, упућују га у Ултар да пронађе свештеника Атала. У граду Ултару препуном мачака, Атал помиње огромну резбарену слику богова на обронцима планине. Картер схвата да ће смртни потомци богова делити те карактеристике и да ће вероватно бити у близини Кадата. Док покушава да пронађе превоз до тамо, Картера киднапују робовласници са турбанима, који га одводе на Месец и испоручују страшним месечевим зверима, слугама злонамерног бога Ниарлатотепа. Мачке Ултара, Картерови савезници, спасавају га и враћају у лучки град.
После дугог путовања, Картер проналази резбарију, препознајући ликове богова у трговцима који пристају у Селефаису. Пре него што је успео да учини нешто на основу свог знања, безлична, крилата створења, позната као ноћници, хватају га и остављају да умре у подземном свету. Пријатељски настројени гулови, укључујући Картеровог пријатеља Ричарда Пикмана, помажу му да се врати на површину шуњајући се кроз страшни град гага који једу људе. Након што је помогао мачкама да одбију напад зуга, Картер полази до Селефаиса и од морнара сазнаје да трговци долазе из Инкванока, хладне и суморне земље без мачака.
Картер среће краља Селефаиса, његовог пријатеља Куранеса, који је постао стални становник Земаља снова након своје смрти у будном свету. Чезнући за домом, он је начинио да делови његовог краљевства личе на његов родни Корнвол. Куранес добро зна замке Земаља снова, али не успева да одврати Картера од његове потраге. Под изговором да жели да ради у каменоломима, Картер се укрцава на брод који иде за Инкванок. Док се приближавају, Картер примећује безимено острво са којег чује чудне урлике. На високом врху у близини каменолома, Картера хвата трговац којег је раније срео. Чудовишне птице их одводе преко Ленга, огромне висоравни коју насељавају рогата хуманоидна бића налик пановима.
Картер је доведен у манастир у којем живи страшни Првосвештеник Који Се Не Да Описати. Тамо, Картер сазнаје да су људи из Ленга робовласници који су га заробили и да су носили турбане да сакрију своје рогове. Он такође сазнаје да ноћници не служе Ниарлатотепу, као што је веровао, већ Ноденсу, и да их се чак и земаљски богови боје. Картер је ужаснут када схвати прави идентитет маскираног Првосвештеника. Картер бежи кроз ходнике налик лавиринту, лутајући манастиром у мрклом мраку док не нађе излаз.
Након што су спасили неколико гулова од људи из Ленга, Картер и гулови нападају предстражу месечеве звери на безименој стени. У оближњем граду, јато ноћника преноси Картера и гулове у дворац богова на Кадату. После дугог лета, Картер стиже на Кадат, али га налази празног. Долази велика поворка коју предводи човек налик на фараона. Фараон се открива као Ниарлатотеп и говори Картеру да су град његових снова успомене из детињства на његов родни Бостон. Богови земље су видели град из Картерових снова и учинили га својим домом, напуштајући Кадат и своје одговорности.
Импресиониран Картеровом одлучношћу, Ниарлатотеп му дозвољава пролаз до града, али Картер прекасно схвата да га је подругљиви Ниарлатотеп преварио и одводе га на двор Азатота у центру универзума. У почетку верујући да је осуђен на пропаст, Картер се изненада сети да сања и буди се. Ниарлатотеп размишља о свом поразу у дворовима Кадата, ругајући се у бесу „благим боговима земље” које је уграбио назад из града сутона.

## Ликови
Лавкрафт је укључио елементе и ликове из својих претходних прича, од којих су многи креирани под утицајем лорда Дансенија, у Сновиту потрагу за незнаним Кадатом, иако нису увек приказани доследно.
- Рандолф Картер има способност да уђе у Земље снова, алтернативну димензију до које се може доћи кроз снове. Он се појављује у неколико других Лавкрафтових прича: „Изјава Рандолфа Картера”, „Неизрециво”, „Сребрни кључ” и „Кроз капије сребрног кључа”. Заснован је по узору на самог аутора и заступа његове филозофске ставове.[3]
- Ричард Аптон Пикман се појављује као гул. Овај лик се први пут појавио у „Пикмановом моделу”, у којем је још увек био живи уметник.[2] Казано је да је нестао са породичном копијом Некрономикона 1926. у Лавкрафтовој приповеци „Историја Некрономикона”.
- Свештеник Атал се појављује као дечак и младић у две раније приче, „Мачке Ултара” и „Други богови”, које у потпуности описују места и догађаје на које се алудира у Сновитој потрази за незнаним Кадатом.[4]
- Ниарлатотеп, пузави хаос, често се помиње у причама из Ктулу митова, али његово појављивање овде је једини случај када је ступио у значајну интеракцију са било којим од Лавкрафтових људских ликова.
- Ноденс (један од Старијих богова) је такође описан у „Чудној високој кући у измаглици”.[5] Фриц Лајбер је написао да су богови у Лавкрафтовој фикцији обично приказани као „или злонамерни или, у најбољем случају, сурово равнодушни”. Ноденс је изузетак од овога, за који Лајбер каже да би могао бити покушај да се објасни зашто злонамернији богови нису прегазили човечанство.[6]
- Куранес је представљен у приповеци „Селефаис”, као особа која је напустила свој земаљски живот у корист Земаља снова.[7]

## Инспирација
Попут Лавкрафтовог фрагмента романа „Азатот”, чини се да је Сновита потрага настала под утицајем романа Ватек Вилијама Томаса Бекфорда из 1786. који је „слично егзотична фантастика написана без подела на поглавља”. Критичари као што су Вил Мари и Дејвид Е. Шулц су, у ствари, сугерисали да је Сновита потрага заправо други покушај да се заврши напуштени роман Азатот.
Иако се утицај фантастике лорда Дансенија на Лавкрафтов Циклус снова често помиње, Роберт М. Прајс тврди да директнији модел за Сновиту потрагу пружа шест романа о Марсу Едгара Рајса Бароуза који су објављивани до 1927. године. Примећено је, међутим, да има мало заједничког између Џона Картера, класичног акционог хероја, изванредног ратника и спасиоца принцеза, и Рандолфа Картера, меланхоличне фигуре, тихе и контемплативне, који се никада не бори са својим непријатељима, неколико пута је заробљен и потребни су му пријатељи да га спасу изнова и изнова. Прајс такође тврди да је и Чудесни чаробњак из Оза Л. Френка Баума имао значајан утицај на Сновиту потрагу, истичући да у обе књиге главни лик на крају бира да се врати „кући” као најбољем месту за живот.
Енциклопедија Х. Ф. Лавкрафта наводи да су на Сновиту потрагу утицали Мермерни фаун и „Велико камено лице” Натанијела Хоторна.

## Пријем
Сновита потрага је изазвала широк спектар реакција. Неки Лавкрафтови ентузијасти су је сматрали готово нечитљивом, а други су је поредили са књигама о Алиси и фантастиком Џорџа Макдоналда. Џоана Рас је описала Сновиту потрагу као „шармантну... али авај, никада преписану или углађену”.
Сам Лавкрафт је изјавио да прича „није баш добра; али представља корисну праксу за касније и аутентичније покушаје у форми романа.” Док је писао, изразио је забринутост да су „авантуре Рандолфа Картера можда достигле тачку да досаде читаоцу; или да је мноштво чудних призора можда уништило моћ било које слике да произведе жељени утисак необичности.”
Године 1948. Артур Ч. Кларк је послао лорду Дансенију копију часописа The Arkham Sampler који је садржао део Сновите потраге. Дансени је одговорио: „Видим да је Лавкрафт позајмио мој стил, и не замерам му на томе”.